# 淮海中路1754弄花园住宅

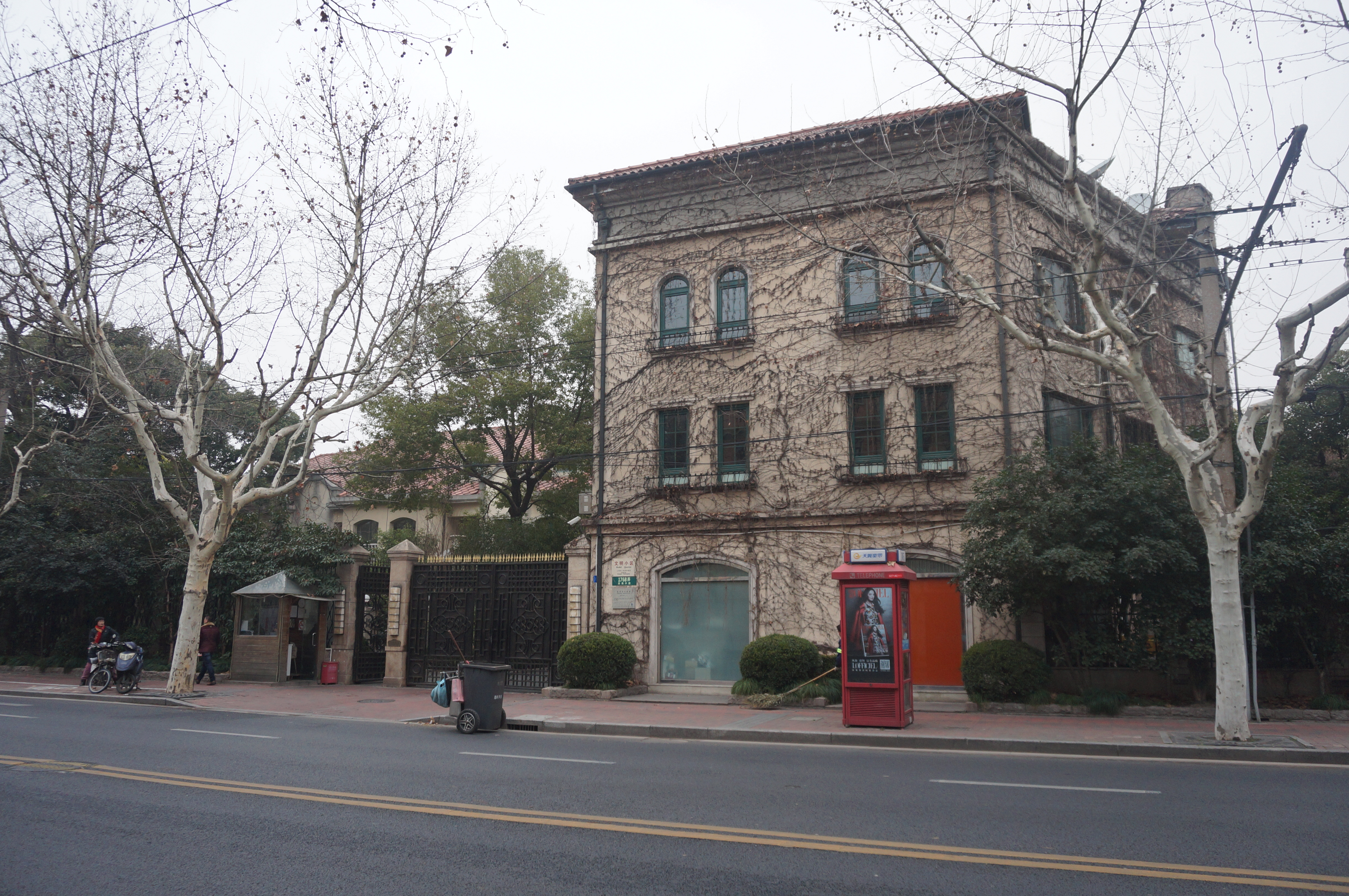
淮海中路1754弄花园住宅

淮海中路1754弄花园住宅是中国上海的历史建筑，位于今徐汇区湖南街道淮海中路1754弄 (现已改为1768弄)，介于淮海中路与武康路之间。该建筑建于1930年，花园里弄住宅，联立式建筑，2层砖木结构。
1994年，淮海中路1754弄花园住宅被列为第二批上海市优秀历史建筑，编号D-Ⅲ-011。